# Mauvaise Conduite
Pour plus de détails, voir Fiche technique et Distribution.
Mauvaise Conduite  (Conducta impropia, 1983), est un documentaire de Néstor Almendros et Orlando Jiménez-Les, réunissant les témoignages de plusieurs intellectuels et dénonçant la répression menée par le gouvernement cubain, contre les homosexuels, dans les années 1960 et 1970 avec la création des unités militaires d'aide à la production.

## Synopsis
Dans ce document 28 intellectuels et personnalités de la culture cubaine en exil sont interviewés pour démontrer l'existence de camps de concentration pour les gays à Cuba. Les intervenants sont : Heberto Padilla, Susan Sontag,  Lorenzo Monreal, Reinaldo Arenas, Jorge Ronet, Luis Lazo, Mireya Robles, Rafael de Palet, Guillermo Cabrera Infante, Jorge Lago, Martha Frayde, Carlos Franqui, Armando Valladares, René Ariza,,.

## Analyse
Pour le réalisateur cubain Orlando Jiménez-Leal, Reinaldo Arenas  a contribué à obtenir le témoignage des victimes de ces camps, car il en avait lui-même été victime .

## Distinctions
- 1984 :  Prix du Festival International des droits de l'homme[1].